# Славчо Трънски
Славчо Трънски (Славчо Стаменов Савов) е участник в комунистическото  движение по време на Втората световна война. Командир на Трънския партизански отряд и Първа Софийска въстаническа оперативна зона на т. нар. НОВА. Политик от БРП (к) и БКП. Държавен и военен деец. Български офицер, генерал-полковник от запаса.

## Биография
Славчо Трънски е роден на 22 октомври 1914 година в с. Бохова, Трънско. Член на РМС от 1929 г. Завършва гимназия в София през 1936 г. Встъпва в редиците на Българската работническа партия (к) (1938). Многократно е арестуван от властите в периода 1929 – 1941 г. заради политическите му убеждения.
Участва в комунистическото движение по време на Втората световна война. Минава в нелегалност през 1942 година. На 5 август 1942 година заедно със Славчо Цеков извършва палежи на пшенични и ечемични снопи и на сайвант с пшеница на „врагове на народа“ в с. Рани луг.
Организатор и командир Трънския партизански отряд. Поддържа връзка с югославски комунистически партизани и британски военни мисии. Три пъти задочно е осъждан на смърт по Закона за защита на държавата. По-късно последователно е командир на Първа софийска народоосвободителна бригада, Първа Софийска въстаническа оперативна зона и Софийската народоосвободителна дивизия.
След 9 септември 1944 г. участва в първата фаза на войната срещу Германия. Командир на Първа гвардейска пехотна дивизия. Известно време завежда отдел „Военен“ на Областния комитет на БКП в София.
След войната заминава за Съветския съюз, където учи във Военната академия „Михаил Фрунзе“ (1945 – 1947). Командир на I – а дивизия (1947 – 1949). Командир на Трета българска армия (1949 – 1951).
През 1951 г. е назначен за началник на Военната академия „Георги Раковски“.
От 24 април 1951 до 26 април 1952 г. е арестуван по обвинение, че е съмишленик на Трайчо Костов. Изтезаван е в затвора и въпреки че  признава част от обвиненията, е освободен.
След освобождаването му е назначен за заместник-директор на Търговско предприятие „Дървопласмент“ и членството му в БКП е възстановено. През 1954 г. е реабилитиран и отново е назначен за началник на ВА „Георги Раковски“ (1954 – 1962). Заместник-министър на народната отбрана (1962-1982) и командващ Противовъздушната отбрана и военновъздушните сили от 1962 до 1969 г. От 1964 г. е генерал-полковник. Многократно избиран за народен представител (1962 – 1990). През 1982 г. става председател на Комитета за солидарност с народите на Азия и Африка. Член е на Националния съвет на ОФ.
Участва в отстраняването на Тодор Живков на 10 ноември 1989 г. На 17 ноември 1989 г. държи остра нападателна реч, в която обвинява Живков в злоупотреба с власт и шуробаджанащина. Участва в заседанията на Кръглата маса (3 януари 1990 – 14 май 1990).
Награден посмъртно с Руската обществена награда „Великая победа (1941 – 1945)“ (2007).
Автор на книгите: „Неотдавна“ (1957), „Посвещение“ (1967), „Невъзможни истини“ (1994). Сценарист на филмите: Страстна неделя (1986), Игра с огъня (1982) и Нощните бдения на поп Вечерко (1980).

## Награди
- Герой на Народна република България (1979)[9]
- Герой на социалистическия труд на България (Указ № 3540 от 19 октомври 1984)
- 4 ордена „Георги Димитров“
- Заслужил деятел на културата (1981)
- орден Червено знаме (СССР, 10.08.1945)[10]
- орден Червено знаме (СССР, 08.09.1969)[неработеща препратка]